# Estación de Monzón-Río Cinca
Monzón-Río Cinca es una estación ferroviaria situada en la ciudad española de Monzón, en la provincia de Huesca, comunidad autónoma de Aragón. Cuenta con servicios de media distancia y  cumple también funciones logísticas. En 2020 fue utilizada por 22 666 usuarios.

## Situación ferroviaria
Se encuentra ubicada en el punto kilométrico 127,5 de la línea férrea de ancho ibérico que une Madrid con Barcelona a 277,3 metros de altitud, entre las estaciones de Selgua y de Binéfar. El kilometraje de la línea sufre un reinicio en la capital maña lo que explica ese valor a pesar de la lejanía con Madrid.

## Historia
La estación fue abierta al tráfico el 18 de septiembre de 1861, con la apertura del tramo Zaragoza-Lérida de la línea férrea que pretendía conectar Zaragoza con Barcelona. Las obras corrieron a cargo de la Compañía del Ferrocarril de Barcelona a Zaragoza. Buscando mejorar tanto el enlace de la línea con otros trazados, así como su salud financiera, la compañía decidió en 1864 unirse con la empresa que gestionaba la línea férrea que enlazaba Zaragoza con Pamplona, dando lugar a la Compañía de los Ferrocarriles de Zaragoza a Pamplona y a Barcelona. Dicha fusión se mantuvo hasta que en 1878 la poderosa Compañía de los Caminos de Hierro del Norte de España, que buscaba extender sus actividades al este de la península, logró hacerse con la compañía.
La compañía «Norte» mantuvo la gestión de las instalaciones hasta que en 1941 se produjo la nacionalización de todos los ferrocarriles de ancho ibérico, momento en el cual la estación se integró en la red de la recién creada RENFE. Desde enero de 2005, Renfe Operadora explota la línea mientras que Adif es la titular de las instalaciones ferroviarias.

## La estación
Se encuentra en pleno núcleo urbano. Cuenta con un amplio edificio para viajeros formado por tres cuerpos de dos plantas de altura. Es una composición sobria adornada con un sencillo frontón triangular y diversos arcos de medio punto. La entrada a la estación se realiza gracias a una pequeña escalinata. 
El recinto dispone de dos andenes, uno lateral y otro central y de siete vías numeradas. La vía 2 accede al andén lateral, mientras que la 1 y la 3 lo hacen al central. En paralelo a dichas vías se encuentran las vías 5, 7, 9 y 11. Esta última concluye en topera. Un almacén completa las instalaciones. 

## Servicios ferroviarios

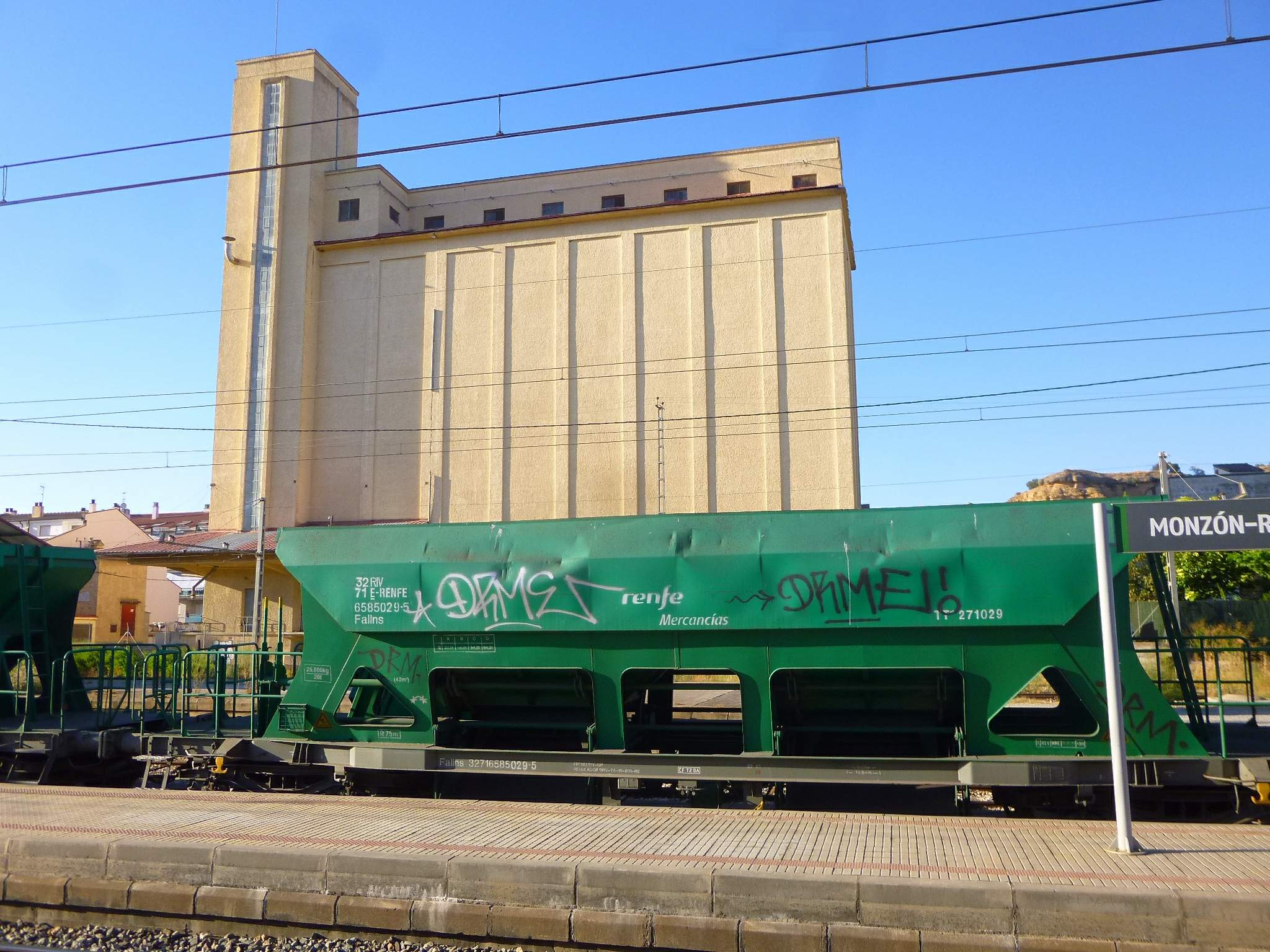
Vagón de balasto junto al antiguo silo del Servicio Nacional del Trigo.

### Media Distancia
Los servicios de Media Distancia que ofrece Renfe tienen como principales destinos Madrid, Zaragoza y Lérida. 
| Operador | Línea MD | Trenes                   | Origen/Destino                     |  | Destino/Origen |
| -------- | -------- | ------------------------ | ---------------------------------- |  | -------------- |
| Renfe    | 38       | Regional Regional Exprés | Zaragoza-Delicias Madrid-Chamartín |  | Binéfar Lérida |